# Jozef Karol Hell
Jozef Karol Hell (Banská Štiavnica, 15 de mayo de 1713-11 de marzo de 1789) fue un ingeniero e inventor húngaro.
En 1755 inventó la torre acuática, la primera bomba hidráulica. Es usada en la actualidad para la extracción de petróleo. Propuso la construcción de los embalses Tajchy en los alrededores de Banská Štiavnica. 
Era hijo de Maximilian Hell y alumno de Samuel Mikoviny.